# 2002 في البرتغال

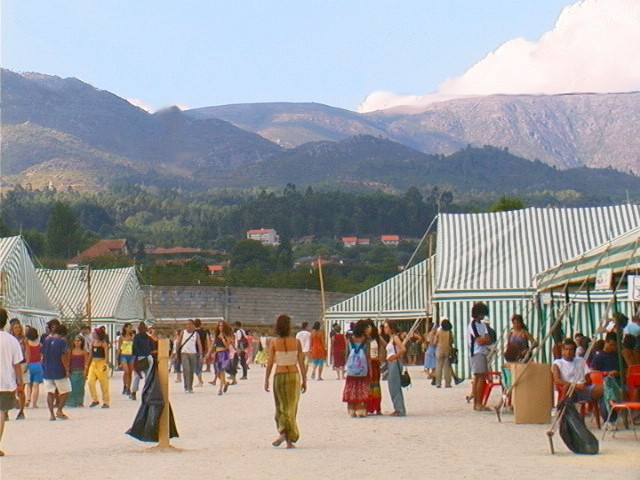
مهرجان أندانكاس

فيما يلي قوائم الأحداث التي وقعت خلال عام 2002 في البرتغال.

## سياسة

### تعيين في المنصب
- 20 يناير – إدواردو فيرو رودريغيز الأمين العام للحزب الاشتراكي [الإنجليزية]‏.
- 6 أبريل – أنطونيو كوستا عضو مجلس الجمهورية  [لغات أخرى]‏.
- 6 أبريل – باولو بورتاس وزير الدفاع الوطني ‏.
- 6 أبريل – دوراو باروسو رئيس وزراء البرتغال.

### انتهاء فترة المنصب
- 20 يناير – أنطونيو غوتيريش الأمين العام للحزب الاشتراكي [الإنجليزية]‏،رئيس وزراء البرتغال.
- 6 أبريل – أنطونيو كوستا وزير العدل ‏.
- 6 أبريل – جايمي غاما وزير الخارجية  [لغات أخرى]‏.

## رياضة
- 1 يناير – البرتغال في كأس العالم 2002
- 1 يناير – بطولة إستوريل المفتوحة 2002 - زوجي الرجال الفائز كارستن براش.
- 1 يناير – بطولة إستوريل المفتوحة 2002 - زوجي السيدات الفائز إيلينا بوفينا.
- 1 يناير – بطولة إستوريل المفتوحة 2002 - فردي الرجال الفائز ديفيد نالبانديان.
- 1 يناير – بطولة إستوريل المفتوحة 2002 - فردي السيدات الفائز ماغي سيرنا.
- 1 يناير – جائزة البرتغال الكبرى للدراجات النارية 2002
- 1 يناير – كأس السوبر البرتغالي 2002

## مواليد

### يوليو
- 19 يوليو – فابيو سيلفا